# 中央晚報
《中央晚報》有多個機構發行過，最為人所知的一個機構，是作為中國國民黨在大陸時期中央日報的附屬晚報，於民國三十五年一月一日創刊，旋即於三十六年一月一日停刊。
另外一個發行機構，是國民黨在大陸時期，黨內左派中國國民黨護黨救國大聯盟所創立的一份報紙。1928年12月1日在上海創刊，社長為彭學沛。
目前在台灣發行的中央晚報雖然承繼報名，但與前兩者皆沒有關係。